# Вязниковская мужская гимназия
Вязниковская мужская гимназия — мужская гимназия, действовавшая в городе Вязники (1910—1918).

## История
В 1910 году стараниями члена городской управы Вязников Николая Александровича Сизякова и других лиц, при городском голове В.В. Елизарове в городе была учреждена мужская гимназия, расположившаяся первоначально в деревянном одноэтажном доме фабриканта купца 1-й гильдии С. И. Сенькова на Поповой улице.
В 1912 году для гимназии было построено каменное 2-х этажное здание (позднее — школа-интернат № 1 имени Герцена). На постройку гимназии по 10 тысяч рублей внесли: товарищество Демидова, товарищество Сенькова и товарищество Балина. Также были пожертвованы средства разными лицами и частично из государственной казны, губернской и уездной земских управ. Строил здание подрядчик Баркан, проект составлял инженер Прокофьев.
С 1941 по 1945 год в здании размещался эвакогоспиталь.

## Директора
- Морозов Павел Яковлевич (1910—1911)[1]
- Любимов Семен Николаевич (1911 — ?)
- Воскресенский Евгений Павлович
- Заколпский Николай Николаевич